# G-hockey
G-hockey is een speciale vorm van hockey voor verstandelijk gehandicapten die niet in een regulier hockeyteam kunnen meekomen. Naast deze groep bestaan de deelnemers van een G-team vaak uit personen die een andere beperking hebben.
Om deze mensen ook een kans te geven om te ervaren hoe hockey is, is er speciale G-hockeytraining. Hiervoor zijn er opgeleide trainers, die meestal één op één met het 'G-tje' trainen. In de training is een zeer duidelijke structuur. Wedstrijden kunnen worden gespeeld, maar het hangt van de graad in geestelijke beperking af of een G-tje mee kan doen met een wedstrijd.
In België begon G-hockey in 2009 bij Royal Wellington THC, maar groeide al snel tot 18 teams in 2017 met 175 actieve spelers.
Sinds 2017 heeft België een nationale selectie voor G-Hockey, de Belgium Red Giants.
Voor lichamelijk gehandicapten is er LG-hockey, voor hockeyers met een rolstoel is er rolstoelhockey.